# 마크 폴란스키
마크 루이스 폴란스키(Mark Lewis "Roman" Polansky, 1956년 6월 2일 ~ )는 미국의 우주비행사이다. 로만 폴란스키(Roman Polansky)라는 애칭도 사용한다. 뉴저지주 출신이며, 부친은 폴란드계, 모친은 한국계인 혼혈이다. 그의 외조모는 평양에서 미국으로 이주하였다. 공군에서 조종사로 복무했으며, 퇴역 후 미국항공우주국(NASA)에 들어갔다. 2001년 애틀랜티스 우주왕복선에 올랐으며, 2006년에는 디스커버리 우주왕복선의 선장으로 활약하였다. 2009년 인데버 우주왕복선의 선장으로 활동할 예정이다.